# Наве-Сан-Рокко
Наве-Сан-Рокко (італ. Nave San Rocco) — муніципалітет в Італії, у регіоні Трентіно-Альто-Адідже,  провінція Тренто.
Наве-Сан-Рокко розташоване на відстані близько 490 км на північ від Рима, 12 км на північ від Тренто.
Населення — 1405 осіб (2014).

## Демографія
Населення за роками:

Станом на 31 грудня 2014 року в муніципалітеті офіційно проживало 114 іноземців з 26 країн, серед них 40 громадян країн Євросоюзу та 4 громадяни України.

## Сусідні муніципалітети
- Лавіс
- Меццоломбардо
- Сан-Мікеле-алл'Адідже
- Цамбана